# Карачилік
Карачилік (рос. Карачилик) — населений пункт (тип: роз'їзд) у Карасуцькому районі Новосибірської області Російської Федерації.
Входить до складу муніципального утворення Михайловська сільрада. Населення становить 22 особи (2010).

## Історія
Згідно із законом від 2 червня 2004 року органом місцевого самоврядування є Михайловська сільрада.

## Населення
| 2002 | 2007 | 2010 |
| ---- | ---- | ---- |
| 32   | ↗33  | ↘22  |